# It Takes Two
It Takes Two je kooperativní akční adventura z roku 2021, kterou vyvinula společnost Hazelight Studios a vydala společnost Electronic Arts. Hra byla vydána pro PlayStation 4, PlayStation 5, Windows, Xbox One a Xbox Series X/S. V listopadu 2022 byla vydána i pro Nintendo Switch.

## Hratelnost
Stejně jako hra A Way Out od studia Hazelight Studios ani hra It Takes Two nemá možnost hry pro jednoho hráče. Je hratelná pouze online nebo v lokálním kooperativním režimu dvou hráčů na rozdělené obrazovce.

## Synopse
Příběh sleduje malou Rose. Její rodiče se rozvádějí a ona se s tím nedokáže smířit. Následně si vytváří dva maňásky, kteří vypadají jako její rodiče. Za pomoci své fantazie se oba rodiče do maňásků převtělí. Ti musí projít celou hrou a vyřešit své osobní problémy.

## Hodnocení a prodeje
Hra It Takes Two získala kladné recenze od kritiků a na konci roku 2021 získala několik ocenění, včetně titulu Hra roku na The Game Awards 2021 a 25. ročníku D.I.C.E. Awards. Hry se do října 2024 prodalo přes 20 milionů kusů.